# Coppa del Re del Bahrein
La Coppa del Re del Bahrein (in arabo كأس ملك البحرين‎?, in inglese Bahraini King's Cup) è la principale coppa nazionale calcistica del Bahrein.

## Albo d'oro
| Stagione          | Campione              | Risultato         | Finalista             |                  |                  |
| Copa dell' Emiro  | Copa dell' Emiro      | Copa dell' Emiro  | Copa dell' Emiro      | Copa dell' Emiro | Copa dell' Emiro |
| ----------------- | --------------------- | ----------------- | --------------------- | ---------------- | ---------------- |
| 1952              | Muharraq Club         |                   |                       |                  |                  |
| 1953              | Muharraq Club         |                   |                       |                  |                  |
| 1954              | Muharraq Club         |                   |                       |                  |                  |
| 1955-1957         | sconosciuto           | sconosciuto       | sconosciuto           |                  |                  |
| 1958              | Muharraq Club         |                   |                       |                  |                  |
| 1959              | Muharraq Club         |                   |                       |                  |                  |
| Coppa Federazione |                       |                   |                       |                  |                  |
| 1960              | Al Nusoor Manama      | 1-0               | Muharraq Club         |                  |                  |
| 1961              | Muharraq Club         | 4-1               | Al Nusoor             |                  |                  |
| 1962              | Muharraq Club         | 7-1               | Al Nahda              |                  |                  |
| 1963              | Muharraq Club         | 2-0               | Bahrain Riffa         |                  |                  |
| 1964              | Muharraq Club         | 4-2               | Al Nusoor Manama      |                  |                  |
| 1965              | non disputata         | non disputata     | non disputata         |                  |                  |
| 1966              | Muharraq Club         | 5-0               | Taj                   |                  |                  |
| 1967              | Muharraq Club         | 1-0               | Al Arabi              |                  |                  |
| 1968              | Al Nusoor Manama      | 2-1               | Bahrain Riffa Club    |                  |                  |
| 1969              | Al Arabi              | 4-0               | Al Tursana            |                  |                  |
| 1970              | Bahrain Club          | 5-2               | Al Nusoor Manama      |                  |                  |
| 1971              | Bahrain Club          | 4-2               | Al Arabi              |                  |                  |
| 1972              | Muharraq Club         | 2-0               | Bahrain Club          |                  |                  |
| 1973              | Bahrain Riffa Club    | 2-2 (8-7 pen.)    | Bahrain Club          |                  |                  |
| 1974              | Muharraq Club         | 3-2               | Al Nusoor Manama      |                  |                  |
| 1975              | Muharraq Club         | 5-1               | Bahrain Club          |                  |                  |
| 1976              | Al Hala               | 1-0               | Bahrain Club          |                  |                  |
| 1977              | Al Nusoor Manama      | 1-0               | Muharraq Club         |                  |                  |
| Copa dell' Emiro  |                       |                   |                       |                  |                  |
| 1978              | Muharraq Club         | 1-0               | Al Wahda              |                  |                  |
| 1979              | Muharraq Club         | 1-0               | Al-Ahli (Manama)      |                  |                  |
| 1980              | Al Hala               | 0-0 (4-2 pen.)    | East Riffa Club       |                  |                  |
| 1981              | Al Hala               | 2-2 (5-4 pen.)    | Bahrain Club          |                  |                  |
| 1982              | Al-Ahli (Manama)      | 2-0               | Bahrain Riffa Club    |                  |                  |
| 1983              | Muharraq Club         | 2-0               | Bahrain Riffa Club    |                  |                  |
| 1984              | Muharraq Club         | 2-0               | Bahrain Club          |                  |                  |
| 1985              | Bahrain Riffa Club    | 1-1 (4-1 pen.)    | Bahrain Club          |                  |                  |
| 1986              | Bahrain Riffa Club    | 1-0               | East Riffa Club       |                  |                  |
| 1987              | Al-Ahli (Manama)      | 1-0               | Al Wahda              |                  |                  |
| 1988              | Al Wahda              | 1-0               | Al-Ahli (Manama)      |                  |                  |
| 1989              | Muharraq Club         | 1-0               | East Riffa Club       |                  |                  |
| 1990              | Muharraq Club         |                   |                       |                  |                  |
| 1991              | Al-Ahli (Manama)      |                   |                       |                  |                  |
| 1992              | Al Wahda              |                   |                       |                  |                  |
| 1993              | Muharraq Club         |                   |                       |                  |                  |
| 1994              | Al Wahda              |                   |                       |                  |                  |
| 1995              | Muharraq Club         |                   |                       |                  |                  |
| 1996              | Muharraq Club         | 0-0 dts (4-3 dtr) | Bahrain Club          |                  |                  |
| 1997              | Muharraq Club         | 2-1               | East Riffa Club       |                  |                  |
| 1998              | Bahrain Riffa Club    | 2-1               | Budaia                |                  |                  |
| 1999              | East Riffa Club       | 1-0               | Al Hala               |                  |                  |
| 2000              | East Riffa Club       | 3-1               | Qadisiya              |                  |                  |
| 2001              | Al-Ahli (Manama)      | 1-0               | Essa Town             |                  |                  |
| 2002              | Muharraq Club         | 0-0 (4-2 dtr)     | Al-Ahli (Manama)      |                  |                  |
| Coppa del Re      |                       |                   |                       |                  |                  |
| 2003              | Al-Ahli Club (Manama) | 2-1               | Muharraq Club         |                  |                  |
| 2004              | Al Shabab Jidds Hafs  | 2-1               | Busaiteen Club        |                  |                  |
| 2005              | Muharraq Club         | 1-0               | Al Shabab Jidds Hafs  |                  |                  |
| 2006              | Al-Najma              | 1-0               | Al-Ahli Club (Manama) |                  |                  |
| 2007              | Al-Najma              | 2-0               | Al Hala               |                  |                  |
| 2008              | Muharraq Club         | 2-0               | Al-Najma              |                  |                  |
| 2009              | Muharraq Club         | 1-1 dts (9-8 dtr) | Bahrain Riffa Club    |                  |                  |
| 2010              | Bahrain Riffa Club    | 4-0               | Busaiteen Club        |                  |                  |
| 2011              | Muharraq Club         | 3-0               | Busaiteen Club        |                  |                  |
| 2012              | Muharraq Club         | 3-1               | Bahrain Club          |                  |                  |
| 2013              | Muharraq Club         | 2-1 dts (4-3 dtr) | Bahrain Riffa Club    |                  |                  |
| 2014              | East Riffa Club       | 2-1               | Busaiteen Club        |                  |                  |
| 2015              | Hidd SCC              | 2 -0              | Busaiteen Club        |                  |                  |
| 2016              | Muharraq Club         | 3-1               | Bahrain Riffa Club    |                  |                  |
| 2017              | Manama SC             | 2-1               | Muharraq Club         |                  |                  |
| 2018              | Al-Najma              | 1-1 dts (5-4 dtr) | Muharraq Club         |                  |                  |
| 2019              | Bahrain Riffa Club    | 2-1 dts           | Al-Hidd               |                  |                  |
| 2020              | Muharraq Club         | 1-0               | Al-Hidd               |                  |                  |
| 2021              | Bahrain Riffa Club    | 2-0               | Al-Ahli Club (Manama) |                  |                  |
| 2022              | Al Khaldiya SC        | 0-0 dts (4-3 dtr) | East Riffa SCC        |                  |                  |
| 2023              | Al Hala               | 0-0 dts (6-5 dtr) | Al-Ahli Club (Manama) |                  |                  |
| 2024              | Al-Ahli Club (Manama) | 1-1 dts (4-2 dtr) | Muharraq Club         |                  |                  |

## Vincitori
| Club               | Vittorie | Stagioni |
| ------------------ | -------- | --- |
| Al-Muharraq        | 33       | 1952, 1953, 1954, 1958, 1959, 1961, 1962, 1963, 1964, 1966, 1967, 1972, 1974, 1975, 1978, 1979, 1983, 1984, 1989, 1990, 1993, 1996, 1997, 2002, 2005, 2008, 2009, 2011, 2012, 2013, 2016, 2020 |
| Al-Ahli (*)        | 9        | 1960, 1968, 1977, 1982, 1987, 1991, 2001, 2003, 2024 |
| Al-Riffa           | 7        | 1973, 1985, 1986, 1998, 2010, 2019, 2021 |
| Al-Hala            | 4        | 1976, 1980, 1981, 2023 |
| Al Wahda (Bahrain) | 3        | 1988, 1992, 1994 |
| East Riffa         | 3        | 1999, 2000, 2014 |
| Al-Najma           | 3        | 2006, 2007, 2018 |
| Al-Bahrain         | 2        | 1970, 1971 |
| Arabi Club         | 1        | 1969 |
| Al-Shabab          | 1        | 2004 |
| Al-Hidd            | 1        | 2015 |
| Al-Khaldiya        | 1        | 2022 |
| Manama             | 1        | 2017 |

- (*) Le vittorie dell' Al-Ahli includono le vittorie dell'Al Nusoor Manama.